# Bäckaby landskommun
Bäckaby landskommun var en tidigare kommun i Jönköpings län.

## Administrativ historik
När 1862 års kommunalförordningar trädde i kraft den 1 januari 1863 inrättades i Sverige cirka 2 400 landskommuner samt 89 städer och ett mindre antal köpingar.
Då inrättades i Bäckaby socken i Västra härad i Småland denna kommun.
Vid kommunreformen 1952 bildade den storkommun genom sammanläggning med de tidigare kommunerna Fröderyds landskommun, Ramkvilla landskommun och Skepperstads landskommun.
1971 upplöstes den år 1952 bildade kommunen, varvid församlingarna Bäckaby, Fröderyd och Ramkvilla fördes till Vetlanda kommun, medan Skepperstad kom till Sävsjö kommun.
Kommunkoden var 0634.

### Kyrklig tillhörighet
I kyrkligt hänseende tillhörde kommunen Bäckaby församling. Den 1 januari 1952 tillkom församlingarna Fröderyd, Ramkvilla och Skepperstad.

## Geografi
Bäckaby landskommun omfattade den 1 januari 1952 en areal av 308,45 km², varav 280,86 km² land. Efter nymätningar och arealberäkningar färdiga den 1 januari 1957 omfattade landskommunen den 1 november 1960 en areal av 308,45 km², varav 279,03 km² land.

### Tätorter i kommunen 1960
I Bäckaby landskommun fanns den 1 november 1960 ingen tätort. Tätortsgraden i kommunen var då alltså 0,0 procent.

## Politik

### Mandatfördelning i valen 1946–1966
| 6 | 4 | 8 | 2 |

| 17 | 3 |

| 2 | 19 | 5 | 4 |

| 30 |

| 3 | 17 | 7 | 3 |

| 30 |

| 2 | 6 | 18 | 4 |

| 29 |

| 3 | 19 | 4 | 4 |

| 29 |

| 2 | 18 | 4 | 2 | 4 |

| 28 |